# Cyber-shot
 Cyber-shot  és una línia de càmeres digitals creades per Sony el 1966. La gamma de la Cyber-shot és ben coneguda per la seva bateria InfoLITHIUM, La marca Carl Zeiss de lents i dissenys generals. També, totes les càmeres Cyber-shot fan servir les següents memòries, Memory Stick o Memory Stick PRO Duo, propietat de Sony amb tecnologia flash, excepte la DSC-MD1 que només accepta MiniDisc. Alguns models d'alta gamma també suporten CompactFlash. Tots els models de Cyber-shot formen el nom de la foto amb prefix "DSC" exemple: "DSC-número de la foto.JPG", que és un acrònim de "Digital Still Camera". Es refereix a imatges fixes fotogràfiques, no de vídeo.
Les càmeres Cyber-shot actuals admeten Memory Stick PRO Duo, SD, SDHC i SDXC. Del 2006 al 2009, Sony Ericsson va utilitzar la marca Cyber-shot en una línia de telèfons mòbils.

## Models

### Sèrie F
Sèrie de Gamma alta amb lent giratori i visor digital

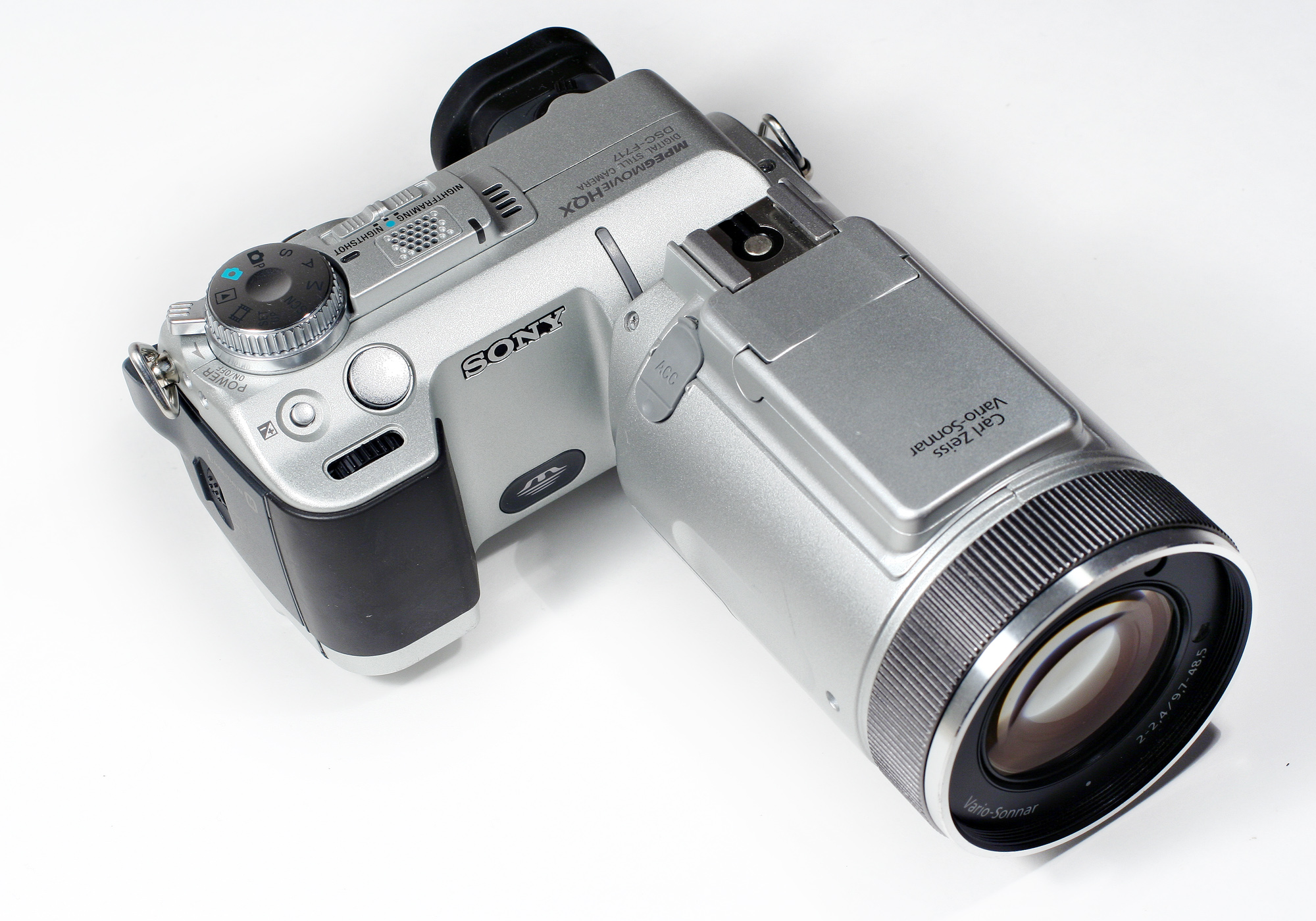
Sony Cyber-shot DSC-F717.

- DSC-F1  (1996, 2 megapíxels, 2.5x zoom digital, amb un 180 º de lent giratori i flash)
- DSC-F55  (1999, 2.1 megapíxels, 37 mm objectiu de la lent, 2.5x zoom digital, 1/2 "sensor)[1]
- DSC-F55V  (2000, 2.6 megapixel, 37 mm objectiu de la lent, 2x zoom digital, 1/1.8 "sensor)[2]
- DSC-F88  (2004, 5.0 megapixel, 3x 38-114 mm objectiu del zoom, 1/2.4 "sensor)[3]
- DSC-F505  (1999, 5x 38-190 mm objectiu del zoom òptic, 1/2 "sensor)[4]
- DSC-F505V  (5x 38-190 mm objectiu del zoom òptic, 1/1.8 "sensor)[5]
- DSC-F707  (2001, 5x 38-190 mm objectiu del zoom òptic, 2/3 "sensor)[6]
- DSC-F717  (5x 38-190 mm objectiu del zoom òptic, 2/3 "sensor)[7]
- DSC-F828  (2003, 8.0 megapixel, 7.1x 28-200 mm objectiu del zoom òptic, 4-color (RGBE) 2/3 "sensor)[8]

### G sèries
- DSC-G1  (abril de 2007, 6.0 megapíxels, 2GB memòria interna, 3x zoom òptic, tecnologia de seguiment de rostre)
- DSC-G3  (gener de 2009, 10.0 megapíxels, Wi-Fi i navegació per Internet integrat, lents Carl Zeiss, 4x zoom òptic, reconeixement de rostre)[9]

### H sèries
Sèrie Bridge digital camera 

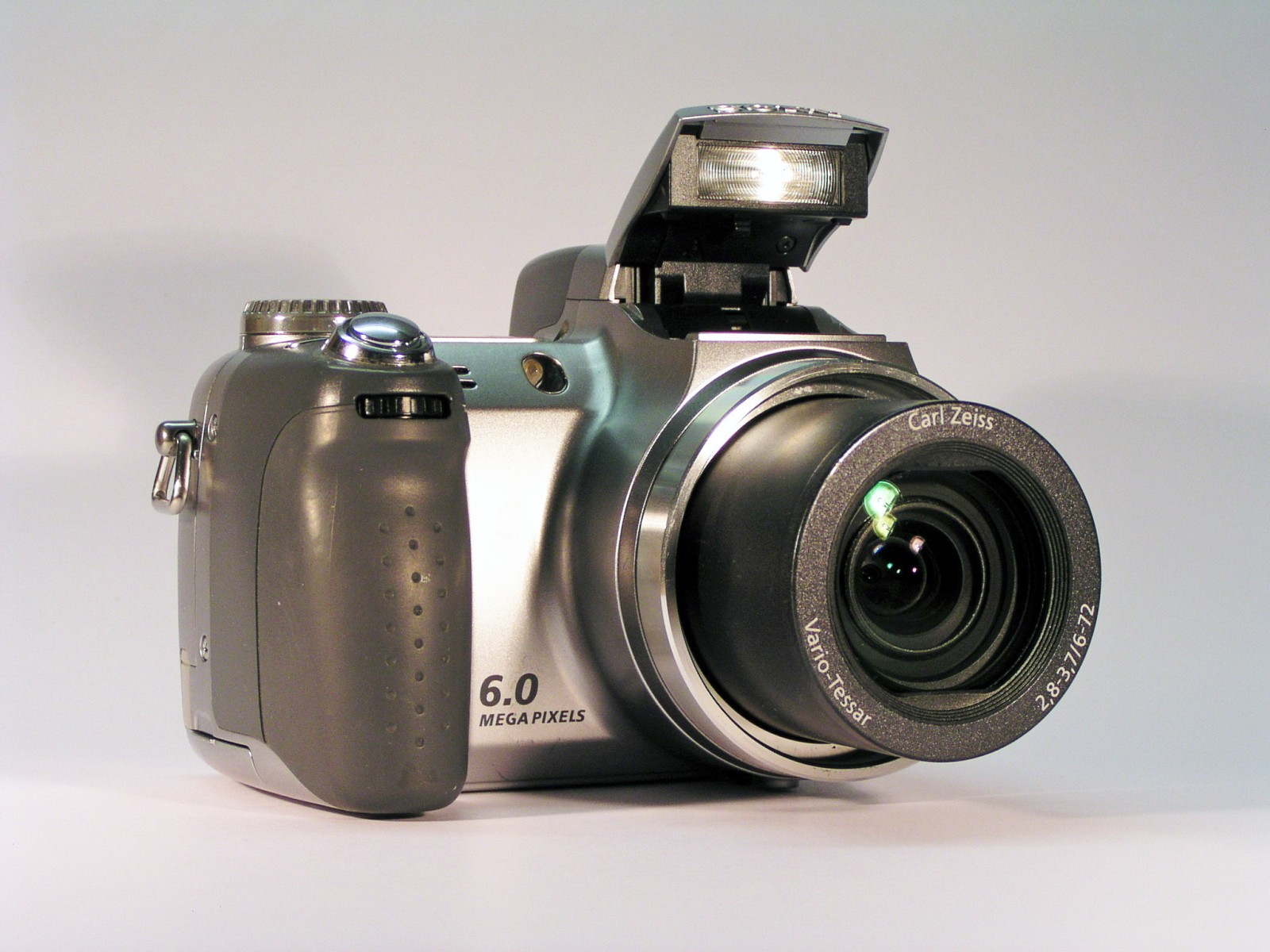
Sony Cyber-shot DSC-H2.

- DSC-H1  (2005, 2.5 "LCD, 5.1 megapíxels, 12x zoom òptic)[10]
- DSC-H2  (2006, 2 "LCD, 6 megapíxels, 12x zoom òptic)[11]
- DSC-H3  (2008, 8.1 megapixel, 10x optical zoom, sortida HDTV)[12]
- DSC-H5  (2006, 3 "LCD, 7.2 megapíxels, 12x zoom òptic)[13]
- DSC-H7  (2007, 2.5 "LCD, 8.1 megapíxels, 15x zoom òptic)[14]
- DSC-H9  (2007, 3.0 "LCD tàctil, 8.1 megapíxels, 15x zoom òptic)[15]
- DSC-H10  (2008, 8.1 megapíxels, 10x zoom òptic)[16]
- DSC-H20  (2009, 3 "LCD, 10.1 megapíxels, 10x zoom òptic)
- DSC-H50  (2008, 9.1 megapíxels, 15x zoom òptic)
- DSC-HX1  (2009, 9.1 megapíxels, 20x zoom òptic)
- DSC-HX5V  (2010, 10.2 megapíxels, 10x zoom òptic, vídeo FULL-HD 1080i, GPS i brúixola digital)
- DSC-HX7V  (2011, 16.2 megapíxels, 10x zoom òptic, vídeo FULL-HD 1080i, GPS, brúixola digital i 3D)
- DSC-HX9V  (2011, 16.2 megapíxels, 16x zoom òptic, vídeo FULL-HD 1080p, GPS, brúixola digital i 3D)

### L sèries
- DSC-L1  (2004, 4.0 megapíxels, 3x zoom òptic)[17]

### M sèries
Compact càmeres with a unique vertical-grip design and an articulata screen
- DSC-M1  (2004, 5.0 megapíxels, 3x zoom òptic)
- DSC-M2  (2005, 5.0 megapíxels, 3x zoom òptic)

### N sèries

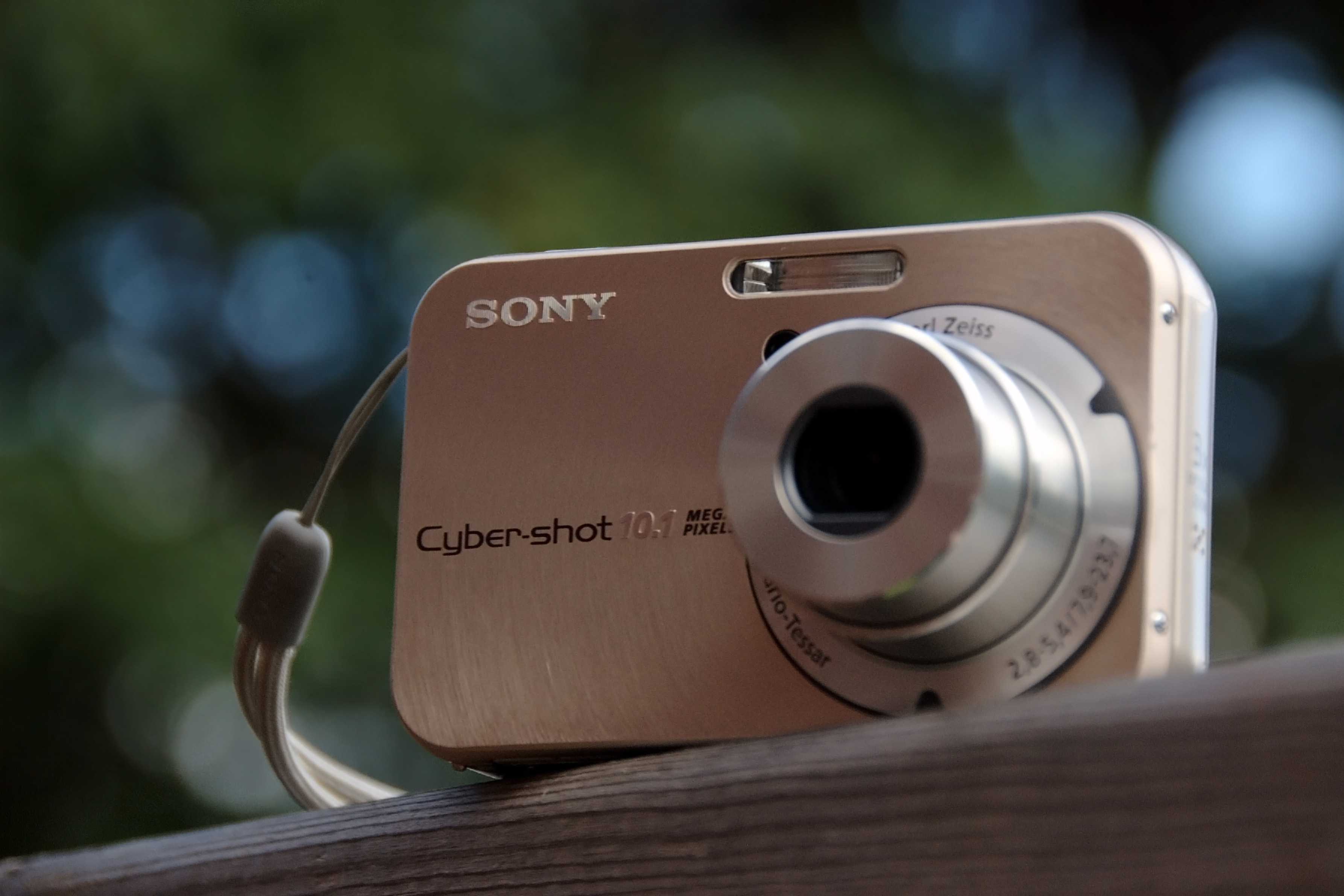
Sony Cyber-shot DSC-N2.

- DSC-N1  (2005, 3 "LCD tàctil, 8.1 megapíxels, 3x zoom òptic)[18]
- DSC-N2  (2006, 3 "LCD tàctil, 10.1 megapíxels, 3x zoom òptic)[19]

### P sèries

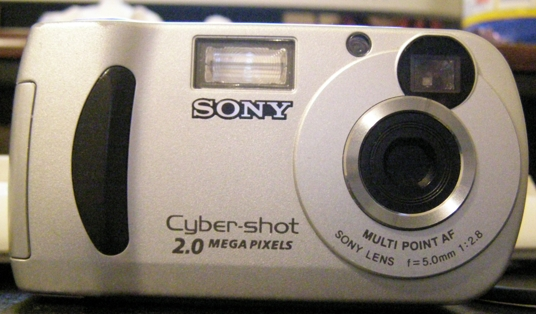
Sony Cyber-Shot DSC-P31.

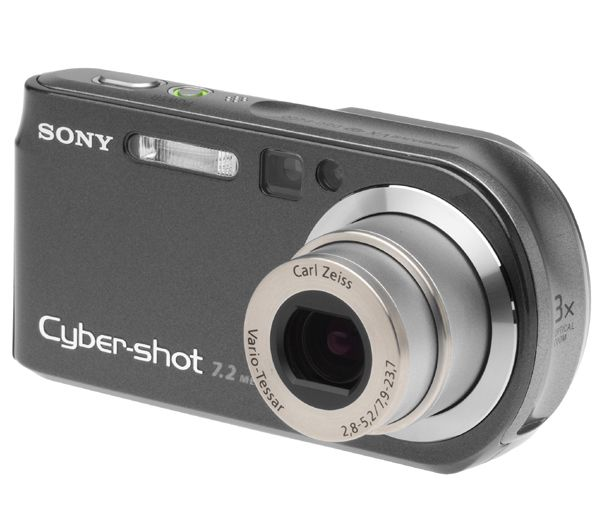
Sony Cyber-Shot DSC-P200.

Càmera digital ultracompacta amb una vora distintiu.
- DSC-P1  (2000, 1.5 "LCD, 3 megapíxels, 3x zoom òptic)[20]
- DSC-P2
- DSC-P3
- DSC-P5
- DSC-P7  (3.1 megapixel, 3x zoom òptic)[21]
- DSC-P8  (2003, 1.5 "LCD, 3.1 megapixel, 3x zoom òptic)[22]
- DSC-P9  (2002, 1.5 "LCD, 4.0 megapixel, 3x zoom òptic)
- DSC-P10  (2003, 1.5 "LCD, 5.0 megapixel, 3x zoom òptic)
- DSC-P12  (El mateix que la DSC-P10, empaquetat amb més accessoris)
- DSC-P20  (2001-2002, 1.3 megapíxels, 3x zoom digital)[23]
- DSC-P31  (2002-2003, 2 megapíxels, 3x zoom digital)[24]
- DSC-P32  (3.2 megapixel, 1.6x zoom digital)[25]
- DSC-P41  (2004, 4.1 megapíxels, lent fix.)
- DSC-P50  (2.1 megapíxels, 3x zoom òptic)
- DSC-P51  (2.1 megapíxels, 2x zoom òptic)
- DSC-P52  (2003, 3.2 megapíxels, 2x zoom òptic)
- DSC-P53
- DSC-P71  (2002, 3 megapíxels, 3x zoom òptic)[26]
- DSC-p72  (2003, 3.2 megapíxels, 3x zoom òptic)[27]
- DSC-P73  (2004, 4.1 megapíxels, 3x zoom òptic)[28]
- DSC-P92  (2003, 5 megapíxels, 3x zoom òptic)[29]
- DSC-P93  (2004, 5.0 megapixel, 3x zoom òptic)[30]
- DSC-P100  (2004, 5.1 megapixel, 3x zoom òptic)[31]
- DSC-P120  (versió, edició especial de DSC-P100)
- DSC-P150  (2004, 7.2 megapíxels, 3x zoom òptic)
- DSC-P200  (2005, 2 "pantalla LCD, 7.2 megapíxels, 3x zoom òptic)[32]

### R sèries
Bridge digital camera amb format del sensor d'imatge APS-C
- DSC-R1  (2005-2006, 10.3 megapixel. 5x 24-120 mm equivalent optical zoom, first Cyber-shot to use CMOS)[33][34]

### S sèries

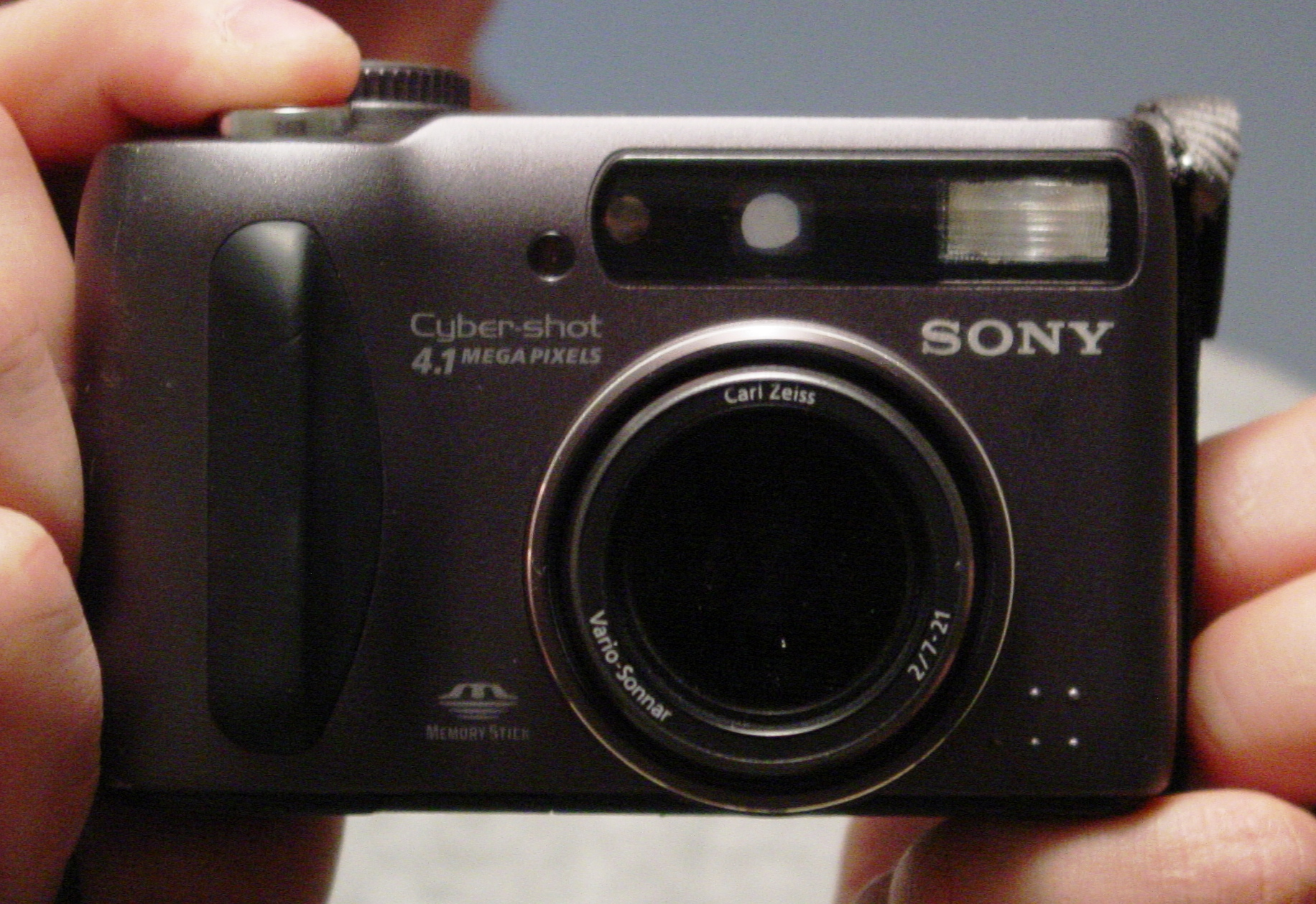
Sony Cyber-shot DSC-S85.

La sèrie  S  es distingeix per ser la més econòmica de Sony, per no incloure bateries Info-Lithium sinó alimentació per bateria AA, excepte la DSC-S85.
- DSC-S30  (2000, 1.3 megapixel, 3x optical zoom)
- DSC-S40  (2005, 4.0 megapixel, 3x optical zoom)
- DSC-S50  (2005, 2.1 megapixel, 3x optical zoom)
- DSC-S60  (2005, 2 "LCD, 4.0 megapixel)[35]

- DSC-S70  (2000, 3.3 megapixel)[36]
- DSC-S75  (2001, 3.3 megapixel)[37]
- DSC-S80  (2005, 4.1 megapixel, 3x optical zoom)[38]
- DSC-S85  (2001, 4.1 megapixel)[39]
- DSC-S90  (2005, 4.1 megapixel, 3x optical zoom)[40]
- DSC-S500  (6.0 megapixel. 3x optical zoom)[41]
- DSC-S600  (2006, 6.0 megapixel. 3x optical zoom)[42]
- DSC-S650  (2007, 7.2 megapixel, 3x optical zoom)
- DSC-S700  (2007, 7.2 megapixel, 3x optical zoom)
- DSC-S730  (2008, 7.2 megapixel. 3x optical zoom)
- DSC-S750  (2008, 7.2 megapixel. 3x optical zoom)
- DSC-S780  (2008, 8.1 megapixel. 3x optical zoom)
- DSC-S800  (2007, 8.1 megapixel. 6x optical zoom)
- DSC-S930  (10.1 megapixel. 3x optical zoom)

### T sèries
Ultra-thin compact càmeres
- DSC-T1  (2004, 5.1 megapixel. 3x optical zoom)[43]
- DSC-T2  (2007, 8.1 megapixel. 3x optical zoom, 4GB internal storage)
- DSC-T3  (2004, 5 megapixel. 3x optical zoom)[44]
- DSC-T5  (2005, 2.5 "LCD, 5 megapixel, 3x optical zoom)[45]
- DSC-T7  (2005, 2.5 "LCD, 5.1 megapixel, 3x optical zoom)[46]
- DSC-T9  (2006, 2.5 "LCD, 6 megapixel, 3x optical zoom)[47]
- DSC-T10  (2006, 2.5 "LCD, 7.2 megapixel, 3x optical zoom)
- DSC-T11  (2004, 5.0 megapixel, 3x optical zoom)
- DSC-T20  (2007, 8.0 megapixel, 3x optical zoom)[48]
- DSC-T30  (2006, 3 "LCD, 7.2 megapixel, 3x optical zoom)[49]
- DSC-T33  (2005, 5.1 megapixel, 3x optical zoom)
- DSC-T50  (3.0 "LCD touch panell, 7.2 megapixel. 3x optical zoom)[50]
- DSC-T70  (2007, 8.1 megapixel, 3.0 "LCD touch panell, 3x optical zoom)
- DSC-T75  (2007, 8.1 megapixel, 3.0 "LCD touch panell, 3x optical zoom)
- DSC-T77  (set 2008, 10.1 megapixel, 3.0 "LCD touch panell, 4x optical zoom)
- DSC-T90  (març de 2009, 12.1 megapixel, 3.0 "LCD touch panell, 4x optical zoom, 720p HD Movies)
- DSC-T100  (3.0 "LCD, 8.0 megapixel. 5x optical zoom)[48]
- DSC-T200  (setembre de 2007, 3.5 "touch panell LCD, 8.1 megapixel, 5x optical zoom)
- DSC-T300  (març de 2008, 3.5 "touch panell LCD, 10.1 megapixel, 5x optical zoom)
- DSC-T500  (octubre de 2008, 3.5 "touch panell LCD, 10.1 megapixel, 5x optical zoom, 720p HD Movies)
- DSC-T700  (setembre de 2008, 3.5 "touch panell LCD, 4 GB internal memory, 10.1 megapixel, 4x optical zoom)
- DSC-T900  (març de 2009, 12.1 megapixel, 3.5 "LCD touch panell, 4x optical zoom, 720p HD Movies)

### U sèries
Sub-miniature camera
- DSC-U10
- DSC-U20
- DSC-U30  (2003, 2.0 megapixel)
- DSC-U40
- DSC-U50
- DSC-U60

### V sèries
'Prosumer' level Bridge digital camera s
- DSC-V1  (2003, 1.5 "LCD, 5.0 megapixel, 4x optical zoom)[52]
- DSC-V3  (2004, 2.5 "LCD, 7.1 megapixel, 4x optical zoom)[53]

### W sèries
Cameras using wide angle lens and special coating
- DSC-W1  (2004, 5.0 megapixel, 3x optical zoom)
- DSC-W5  (2005, 5.1 megapixel, 3x optical zoom)
- DSC-W7  (2005, 7.1 megapixel, 3x optical zoom)
- DSC-W30  (2006, 6 megapixel, 3x optical zoom)[54]
- DSC-W35  (2007, 7.2 megapixel, 3x optical zoom)
- DSC-W50  (2006, 6.2 megapixel, 3x optical zoom)[55]
- DSC-W55  (2007, 7.2 megapixel, 3x optical zoom)

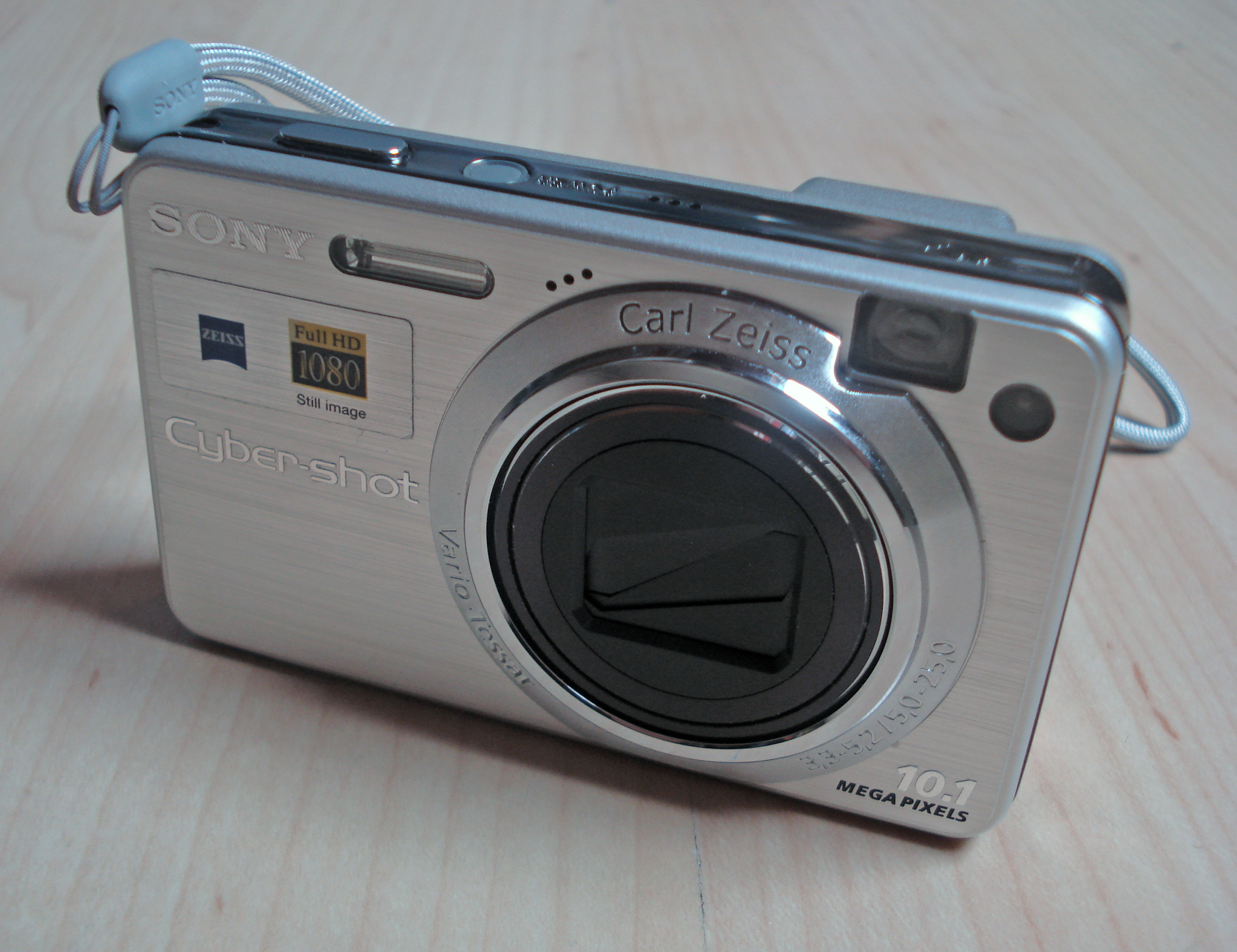
Sony Cyber-shot DSC-W170.

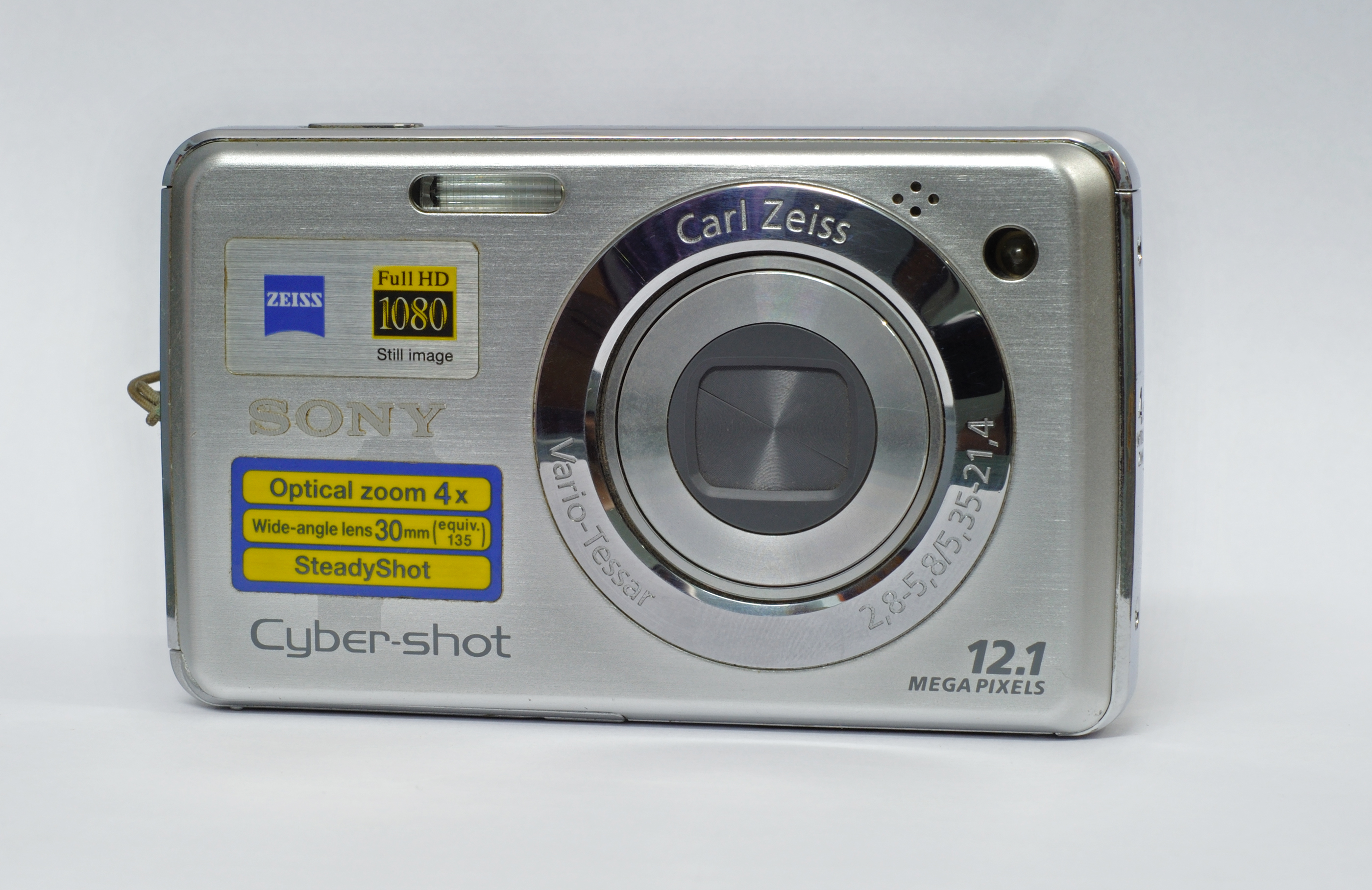
Sony Cyber-shot DSC-W210 (2009)

- DSC-W70  (2006, 7.2 megapixel, 3x optical zoom)
- DSC-W80  (2007, 7.2 megapixel, 3x optical zoom, HDTV output)
- DSC-W90  (8.1 megapixel, 3x optical zoom)
- DSC-W100  (2006, 8.1 megapixel, 3x optical zoom)[56]
- DSC-W110  (2008, 7.2 megapixel, 4x optical zoom)
- DSC-W120  (2008, 7.2 megapixel, 4x optical zoom)

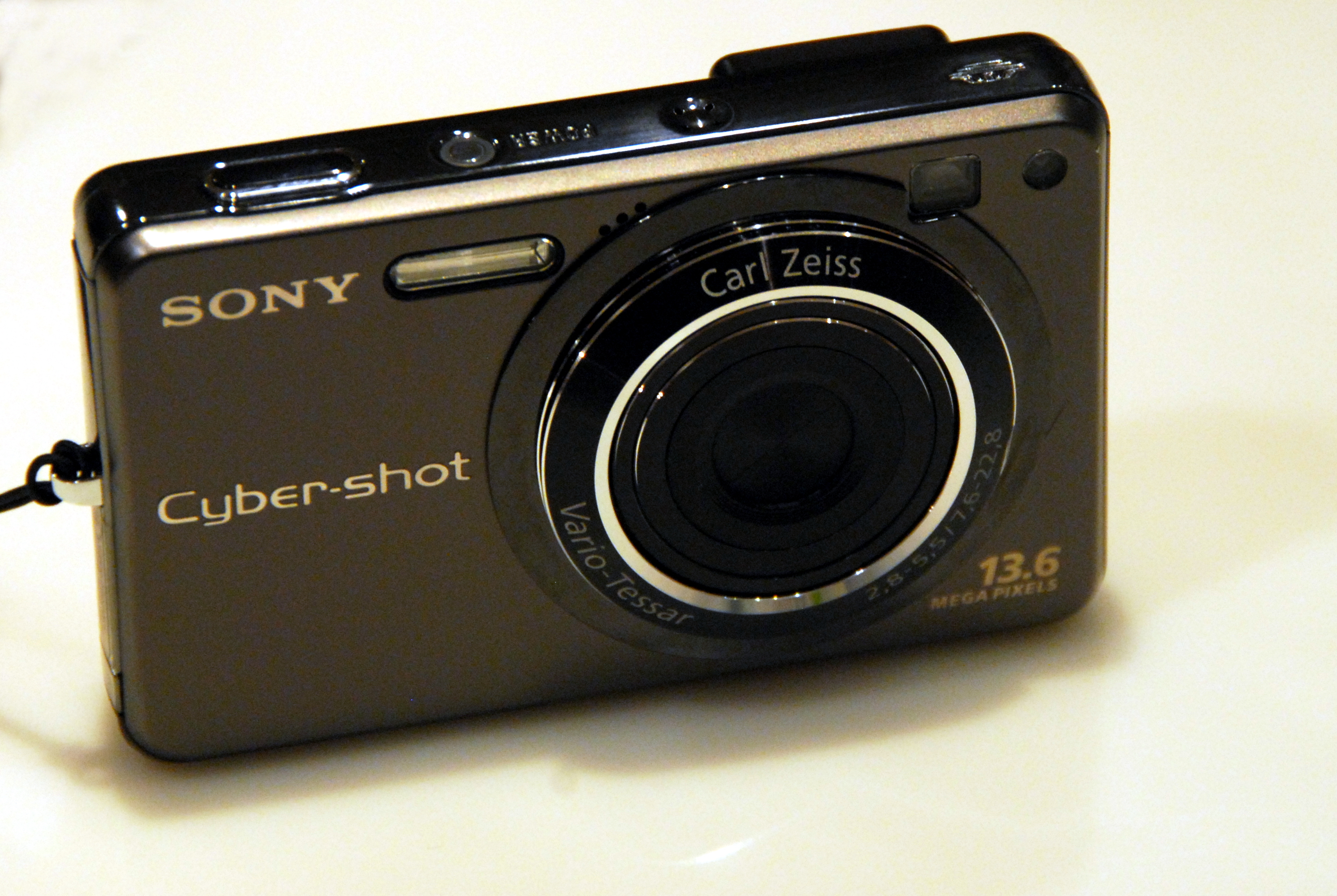
Sony Cyber-shot DSC-W300.

- DSC-W130  (2008, 8.1 megapixel, 4x optical zoom)
- DSC-W150  (2008, 8.1 megapixel, 5x optical zoom)
- DSC-W170  (2008, 10.1 megapixel, 5x optical zoom)

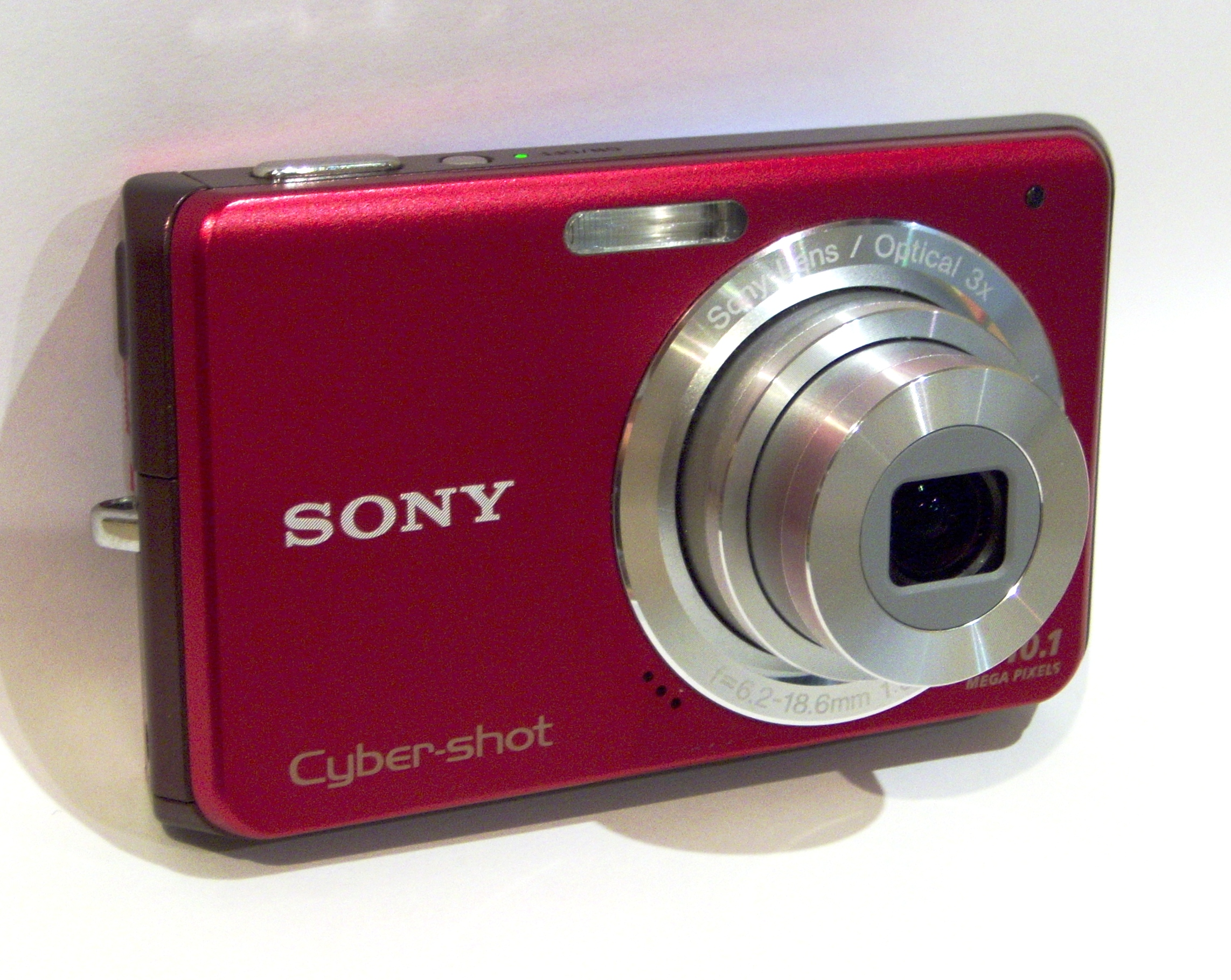
Sony DSC-W180.

- DSC-W180  (10.1 megapixel, 3x optical zoom)[57]
- DSC-W200  (2007, 12.1 megapixel, 3x optical zoom)[58]
- DSC-W210  (2009, 12.1 megapixel, 4x optical zoom)
- DSC-W220  (2009, 12.1 megapixel, 4x optical zoom)
- DSC-W230  (2009, 12.1 megapixel, 4x optical zoom)
- DSC-W275  (2009, 12.1 megapixel, 5x optical zoom)
- DSC-W290  (2009, 12.1 megapixel, 5x optical zoom)
- DSC-W300  (mai 2008, 13.6 megapixel, 3x optical zoom)[59]
- DSC-W310 (2010, 12.1 megapixel, 4x optical zoom, 2.7˝ LCD)
- DSC-W320 (2010, 14.1 megapixel, 4x optical zoom, 2.7˝ LCD)
- DSC-W330 (2010, 14.1 megapixel, 4x optical zoom, 3.0˝ LCD)
- DSC-W350 (2010, 14.1 megapixel, 4x optical zoom, HD Movie 720p, 2.7˝ LCD)
- DSC-W360 (2010, 14.1 megapixel, 4x optical zoom, HD Movie 720p, 3.0˝ LCD)
- DSC-W370 (2010, 14.1 megapixel, 7x optical zoom, HD Movie 720p, 3.0˝ LCD)
- DSC-W380 (2010, 14.1 megapixel, 5x optical zoom, HD Movie 720p, 2.7˝ LCD)
- DSC-W390 (2010, 14.1 megapixel, 5x optical zoom, HD Movie 720p, 3.0˝ LCD)
- DSC-W510 (2011, 12.1 megapixel, 4x optical zoom, 2.7" LCD)
- DSC-W520 (2011, 14.1 megapixel, 5x optical zoom, 2.7" LCD)
- DSC-W530 (2011, 14.1 megapixel, 4x optical zoom, 2.7" LCD)

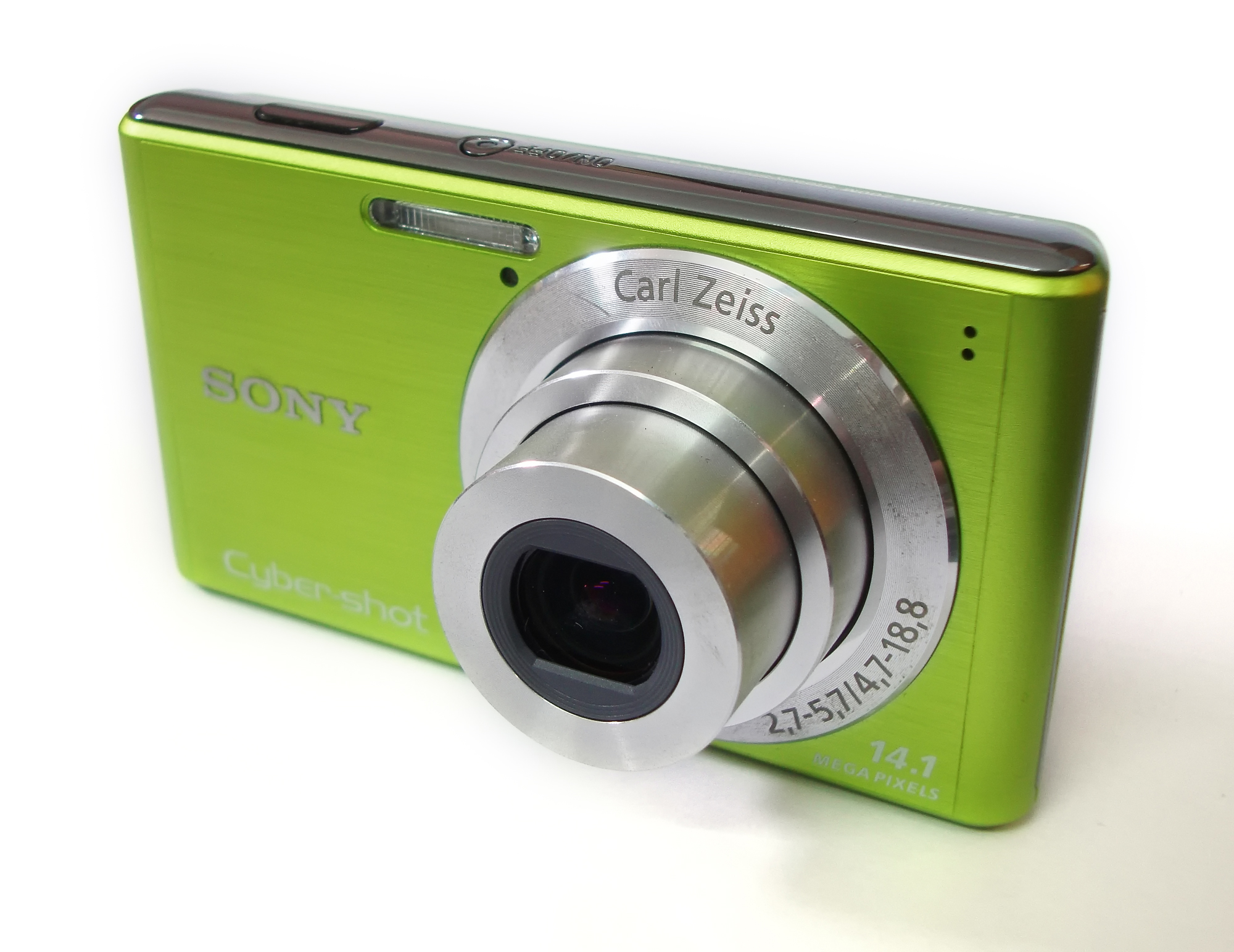
Sony Cyber-shot DSC-W530 (2011)

- DSC-W550 (2011, 14.1 megapixel, 4x optical zoom, 3.0" LCD)
- DSC-W560 (2011, 14.1 megapixel, 4x optical zoom, HD Movie 720p, 3.0" LCD)
- DSC-W570 (2011, 16.1 megapixel, 5x optical zoom, HD Movie 720p, 2.7" LCD)
- DSC-W580 (2011, 16.1 megapixel, 5x optical zoom, HD Movie 720p, 3.0" LCD)
- DSC-WX1 (2009, 10.2 megapixel, NO Manual Mode, 5x optical zoom, G Lens, Sweep Panorama, HD Movie 720p)[60]
- DSC-WX5 (2010, 12.2 megapixel, 5x optical zoom, G Lens, 3D Sweep Panorama, HD Movie 1080i, 2.8˝ LCD)
- DSC-WX7 (2011, 16.2 megapixel, 5x optical zoom, 3D Sweep Panorama, HD Movie 1080i, 2.3˝ LCD)
- DSC-WX9 (2011, 16.2 megapixel, 5x optical zoom, 3D Sweep Panorama, Full HD 1080/60i video, 3.0˝ LCD)
- DSC-WX10 (2011, 16.2 megapixel, 7x optical zoom, G Lens, 3D Sweep Panorama, HD Movie 1080i, 2.8˝ LCD)

### Telèfons Mòbils Sony Ericsson
El 2006 Sony i Ericsson van crear l'aliança comercial, Sony Ericsson i llancen la marca Cyber-Shot en el mòbil K800, presentant una càmera digital Cyber-Shot de 3.2 megapixels i un flash de Xenó.
El 6 de febrer de 2007, Sony Ericsson anuncia el telèfon Cyber-Shot K810. Gràcies a l'èxit de K800, el K810 inclou una càmera de 3.2 megapíxels amb autofocus, el que fa que s'assembli més a una càmera digital. Sony Ericsson a més va expadir la seva marca Cyber-Shot, a dispositius de rang-medi, com el sony Ericsson K500, que incloïa una càmera de 2.0 Megapixel amb autofocus i flash LED.
Sony Ericsson va anunciar el teu telèfon estrella k850 el 14 de juny del 2007, i el seu model K770 el 3 de febrer de l'2008.
Tots els telèfons Cyber-Shot inclouen el següent:
-Disseny similar a una càmera digital
-Zoom digital
-Auto focus
-Flash (Xenó o LED) amb reducció del vermell de l'ull
-Estabilitzador d'imatge
-Photo Fix
-Photo DJ
-BestPic
-Photo Blogging
-Reproductor de vídeo
-Gravador de vídeo
-Estabilitzador de vídeo
-Video streaming
Al Japó, Sony Ericsson va usar el nom Cyber-Shot al SO905iCS, 'CS' són les inicials de Cyber-Shot. El sistema portava un sensor 'Exmor' que es pot veure també en el A700 DSLR de Sony, així com en la 'smile shutter', la pantalla BRAVIA té un mecanisme de zoom òptic de 3x.
Com successor per a la popular sèrie K, Sony Ericsson va introduir la sèrie 'C'. El primer dispositiu llançat sota aquesta categoria va ser el C902 de 5.0 megapixels, i el 905 anunciat poc temps després. El 905 assenyala l'entrada de Sony Ericsson a la lluita dels 8.0 megapixels, i amb les grans credencials dels seus càmeres, s'espera que el 905 li ofereixi als seus usuaris una gran experiència fotogràfica.
Fins ara, els models de Cyber-shot K800i han aparegut en les últimes dues pel·lícules de James Bond i en la pròxima Quantum of Solace, James Bond farà servir l'edició especial C902 Titanium.